# كاثي كمبر
كاثي كمبر (بالإنجليزية: Kathy Kemper)‏ هي لاعب كرة مضرب أمريكية، ولدت في 17 يوليو 1953.